# Esporte Clube Pinheiros 2023-2024 (pallavolo femminile)
Questa voce raccoglie le informazioni riguardanti l'Esporte Clube Pinheiros nella stagione 2023-2024.

## Stagione
L'Esporte Clube Pinheiros non utilizza alcuna denominazione sponsorizzata nella stagione 2023-24.
Partecipa alla Superliga Série A ottenendo il settimo posto in regular season: ai play-off scudetto viene eliminato ai quarti di finale dall'Osasco, terminando quindi al settimo posto finale.
Al Campionato Paulista viene sconfitto in finale dall'Osasco

## Organigramma societario
Area direttiva
- Presidente: Carlos Brazolin

Area tecnica
- Allenatore: Durval Nunes
- Assistente allenatore: Marcelo Melo
- Preparatore atletico: Cesar de Lima

Area sanitaria
- Fisioterapista: Ivan Espuri

## Rosa
| N° | Nome                  | Ruolo | Data di nascita   | Nazionalità sportiva |
| -- | --------------------- | ----- | ----------------- | -------------------- |
| 1  | Mara Leão             | C     | 26 luglio 1991    | Brasile              |
| 2  | Maria Eduarda David   | L     | 12 agosto 2004    | Brasile              |
| 3  | Carolina Santos       | O     | 28 giugno 2002    | Brasile              |
| 4  | Evelyn Cassiano       | O     | 29 settembre 2005 | Brasile              |
| 5  | Karen dos Anjos       | S     | 22 febbraio 2002  | Brasile              |
| 6  | Talita do Nascimento  | C     | 12 settembre 1992 | Brasile              |
| 7  | Lays de Freitas       | C     | 13 ottobre 1995   | Brasile              |
| 8  | Amanda Sehn           | P     | 16 luglio 1998    | Brasile              |
| 9  | Thainá Correa         | C     | 30 settembre 2003 | Brasile              |
| 10 | Isabella Rocha        | S     | 11 gennaio 2005   | Brasile              |
| 11 | Nelmaira Váldez       | S     | 22 aprile 1992    | Venezuela            |
| 12 | Érica Lima            | L     | 21 maggio 1996    | Brasile              |
| 13 | Jackeline Moreno      | P     | 30 dicembre 1999  | Brasile              |
| 14 | Sonaly Cidrão         | S     | 20 giugno 1993    | Brasile              |
| 15 | Maria Luiza Rabelo    | P     | 29 ottobre 2005   | Brasile              |
| 16 | Bruna Moraes          | O     | 13 settembre 1999 | Brasile              |
| 18 | Maria Fernanda Afonso | S     | 14 settembre 2006 | Brasile              |
| 22 | Yael Castiglione      | P     | 27 settembre 1985 | Argentina            |

## Mercato
| Acquisti | Acquisti              | Acquisti              | Acquisti   |
| R.       | Nome                  | da                    | Modalità   |
| -------- | --------------------- | --------------------- | ---------- |
| S        | Maria Fernanda Afonso | Clube Curitibano      | definitivo |
| O        | Evelyn Cassiano       | Mackenzie             | definitivo |
| P        | Yael Castiglione      | -                     | definitivo |
| S        | Sonaly Cidrão         | Brasília              | definitivo |
| C        | Thainá Correa         | Mackenzie             | definitivo |
| C        | Lays de Freitas       | Fluminense            | definitivo |
| S        | Karen dos Anjos       | Bradesco              | definitivo |
| C        | Talita do Nascimento  | Universitatea Craiova | definitivo |
| O        | Bruna Moraes          | Fluminense            | definitivo |
| P        | Jackeline Moreno      | Minas                 | definitivo |
| P        | Maria Luiza Rabelo    | São José dos Pinhais  | definitivo |
| S        | Isabella Rocha        | São Caetano           | definitivo |
| P        | Amanda Sehn           | Fluminense            | definitivo |
| S        | Nelmaira Váldez       | Amavolei              | definitivo |

| Cessioni | Cessioni         | Cessioni          | Cessioni   |
| R.       | Nome             | a                 | Modalità   |
| -------- | ---------------- | ----------------- | ---------- |
| O        | Edinara Brancher | Bauru             | definitivo |
| S        | Alexia Cocco     | ADES              | definitivo |
| S        | Talia Costa      | Barueri           | definitivo |
| S        | Amanda da Silva  | Osasco            | definitivo |
| C        | Kelly de Souza   | Brasília          | definitivo |
| L        | Camila Gómez     | Grand Rapids Rise | definitivo |
| C        | Gabriela Martins | Praia Clube       | definitivo |
| S        | Paula Mohr       | Fluminense        | definitivo |
| P        | Rosely Nogueira  | Rio de Janeiro    | definitivo |
| S        | Vitória Parise   | Brasília          | definitivo |
| C        | Andressa Picussa | Blumenau          | definitivo |
| P        | Naiane Rios      | Praia Clube       | definitivo |
| P        | Isis Simonetti   | Bauru             | definitivo |

## Risultati

### Superliga Série A

#### Girone di andata
| 1ª giornata - 8 novembre 2023 Ginásio Henrique Villaboim, San Paolo      | Pinheiros   | 3 - 2 | Bauru          | 27-25, 20-25, 21-25, 25-19, 16-14 |
| 2ª giornata - 15 novembre 2023 Ginásio da Hebraica, Rio de Janeiro       | Fluminense  | 3 - 0 | Pinheiros      | 25-22, 25-18, 25-18               |
| 3ª giornata - 21 novembre 2023 Ginásio Henrique Villaboim, San Paolo     | Pinheiros   | 0 - 3 | Rio de Janeiro | 21-25, 12-25, 20-25               |
| 4ª giornata - 26 novembre 2023 Ginásio Professor José Liberatti, Osasco  | Osasco      | 3 - 0 | Pinheiros      | 25-20, 25-19, 25-17               |
| 5ª giornata - 2 dicembre 2023 Ginásio Henrique Villaboim, San Paolo      | Pinheiros   | 0 - 3 | Minas          | 21-25, 17-25, 19-25               |
| 6ª giornata - 7 dicembre 2023 Ginásio Oranides do Nascimento, Uberlândia | Praia Clube | 3 - 1 | Pinheiros      | 25-21, 25-20, 19-25, 25-21        |
| 7ª giornata - 15 dicembre 2023 Ginásio Henrique Villaboim, San Paolo     | Pinheiros   | 3 - 0 | Blumenau       | 25-20, 25-21, 25-19               |
| 8ª giornata - 21 dicembre 2023 Ginásio Sesi Taguatinga, Brasilia         | Brasília    | 2 - 3 | Pinheiros      | 25-19, 18-25, 25-17, 23-25, 13-15 |
| 9ª giornata - 6 gennaio 2024 Ginásio Henrique Villaboim, San Paolo       | Pinheiros   | 0 - 3 | Amavolei       | 23-25, 25-27, 21-25               |
| 10ª giornata - 9 gennaio 2024 Sportville CT, Barueri                     | Barueri     | 3 - 1 | Pinheiros      | 25-23, 19-25, 25-20, 25-23        |
| 11ª giornata - 13 gennaio 2024 Ginásio Henrique Villaboim, San Paolo     | Pinheiros   | 3 - 0 | São Caetano    | 25-17, 25-23, 25-11               |

#### Girone di ritorno
| 12ª giornata - 19 gennaio 2024 Ginásio Poliesportivo Paulo Skaf, Bauru        | Bauru          | 3 - 0 | Pinheiros   | 29-27, 25-17, 25-20               |
| 13ª giornata - 26 gennaio 2024 Ginásio Henrique Villaboim, San Paolo          | Pinheiros      | 1 - 3 | Fluminense  | 26-24, 25-23, 22-25, 25-22        |
| 14ª giornata - 1º febbraio 2024 Ginásio do Tijuca Tênis Clube, Rio de Janeiro | Rio de Janeiro | 3 - 0 | Pinheiros   | 25-17, 25-16, 25-19               |
| 15ª giornata - 7 febbraio 2024 Ginásio Henrique Villaboim, San Paolo          | Pinheiros      | 2 - 3 | Osasco      | 25-19, 19-25, 25-18, 19-25, 3-15  |
| 16ª giornata - 10 febbraio 2024 Arena Juscelino Kubitschek, Belo Horizonte    | Minas          | 3 - 1 | Pinheiros   | 15-25, 25-18, 25-22, 25-14        |
| 17ª giornata - 23 febbraio 2024 Ginásio Henrique Villaboim, San Paolo         | Pinheiros      | 0 - 3 | Praia Clube | 16-25, 20-25, 15-25               |
| 18ª giornata - 29 febbraio 2024 Ginásio Sebastião Cruz, Blumenau              | Blumenau       | 2 - 3 | Pinheiros   | 20-25, 25-18, 25-16, 23-25, 9-15  |
| 19ª giornata - 7 marzo 2024 Ginásio Henrique Villaboim, San Paolo             | Pinheiros      | 3 - 2 | Brasília    | 28-26, 23-25, 19-25, 25-23, 15-8  |
| 20ª giornata - 12 marzo 2024 Ginásio Francisco Bueno Neto, Maringá            | Amavolei       | 2 - 3 | Pinheiros   | 25-20, 24-26, 21-25, 26-24, 15-17 |
| 21ª giornata - 19 marzo 2024 Ginásio Henrique Villaboim, San Paolo            | Pinheiros      | 3 - 0 | Barueri     | 25-22, 25-23, 25-22               |
| 22ª giornata - 23 marzo 2024 Ginásio Milton Feijão, São Caetano do Sul        | São Caetano    | 0 - 3 | Pinheiros   | 19-25, 17-25, 21-25               |

#### Play-off scudetto
| Quarti di finale (gara 1) - 28 marzo 2024 Ginásio Professor José Liberatti, Osasco | Osasco    | 3 - 0 | Pinheiros | 25-16, 26-24, 25-21               |
| Quarti di finale (gara 2) - 31 marzo 2024 Ginásio Henrique Villaboim, San Paolo    | Pinheiros | 2 - 3 | Osasco    | 25-22, 20-25, 15-25, 25-15, 13-15 |

## Statistiche

### Statistiche di squadra
| Competizione      | Punti | In casa | In casa | In casa | In trasferta | In trasferta | In trasferta | Totale | Totale | Totale |
| Competizione      | Punti | G       | V       | P       | G            | V            | P            | G      | V      | P      |
| ----------------- | ----- | ------- | ------- | ------- | ------------ | ------------ | ------------ | ------ | ------ | ------ |
| Superliga Série A | 26    | 12      | 6       | 6       | 12           | 4            | 8            | 24     | 10     | 14     |
| Totale            | -     | 12      | 6       | 6       | 12           | 4            | 8            | 24     | 10     | 14     |

### Statistiche dei giocatori
| Giocatore        | Superliga Série A | Superliga Série A | Superliga Série A | Superliga Série A | Superliga Série A | Totale | Totale | Totale | Totale | Totale |
| Giocatore        | P                 | PT                | AV                | MV                | BV                | P      | PT     | AV     | MV     | BV     |
| ---------------- | ----------------- | ----------------- | ----------------- | ----------------- | ----------------- | ------ | ------ | ------ | ------ | ------ |
| M.F. Afonso      | 1                 | 0                 | 0                 | 0                 | 0                 | 1      | 0      | 0      | 0      | 0      |
| E. Cassiano      | 5                 | 3                 | 1                 | 2                 | 0                 | 5      | 3      | 1      | 2      | 0      |
| Y. Castiglione   | 11                | 3                 | 2                 | 0                 | 1                 | 11     | 3      | 2      | 0      | 1      |
| S. Cidrão        | 20                | 107               | 88                | 11                | 8                 | 20     | 107    | 88     | 11     | 8      |
| T. Correa        | 11                | 22                | 11                | 10                | 1                 | 11     | 22     | 11     | 10     | 1      |
| M.E. David       | 3                 | 0                 | 0                 | 0                 | 0                 | 3      | 0      | 0      | 0      | 0      |
| L. de Freitas    | 24                | 192               | 116               | 58                | 18                | 24     | 192    | 116    | 58     | 18     |
| T. do Nascimento | 9                 | 2                 | 2                 | 0                 | 0                 | 9      | 2      | 2      | 0      | 0      |
| K. dos Anjos     | 24                | 230               | 208               | 12                | 10                | 24     | 230    | 208    | 12     | 10     |
| M. Leão          | 24                | 165               | 111               | 51                | 3                 | 24     | 165    | 111    | 51     | 3      |
| È. Lima          | 24                | 1                 | 1                 | 0                 | 0                 | 24     | 1      | 1      | 0      | 0      |
| B. Moraes        | 20                | 265               | 227               | 31                | 7                 | 20     | 265    | 227    | 31     | 7      |
| J. Moreno        | 7                 | 17                | 8                 | 3                 | 6                 | 7      | 17     | 8      | 3      | 6      |
| M.L. Rabelo      | 3                 | 0                 | 0                 | 0                 | 0                 | 3      | 0      | 0      | 0      | 0      |
| I. Rocha         | 6                 | 7                 | 5                 | 0                 | 2                 | 6      | 7      | 5      | 0      | 2      |
| C. Santos        | 22                | 54                | 43                | 7                 | 4                 | 22     | 54     | 43     | 7      | 4      |
| A. Sehn          | 24                | 28                | 8                 | 7                 | 13                | 24     | 28     | 8      | 7      | 13     |
| N. Váldez        | 21                | 351               | 299               | 36                | 16                | 21     | 351    | 299    | 36     | 16     |

P = presenze; PT = punti totali; AV = attacchi vincenti; MV = muri vincenti; BV = battute vincenti